# Сакральне мистецтво

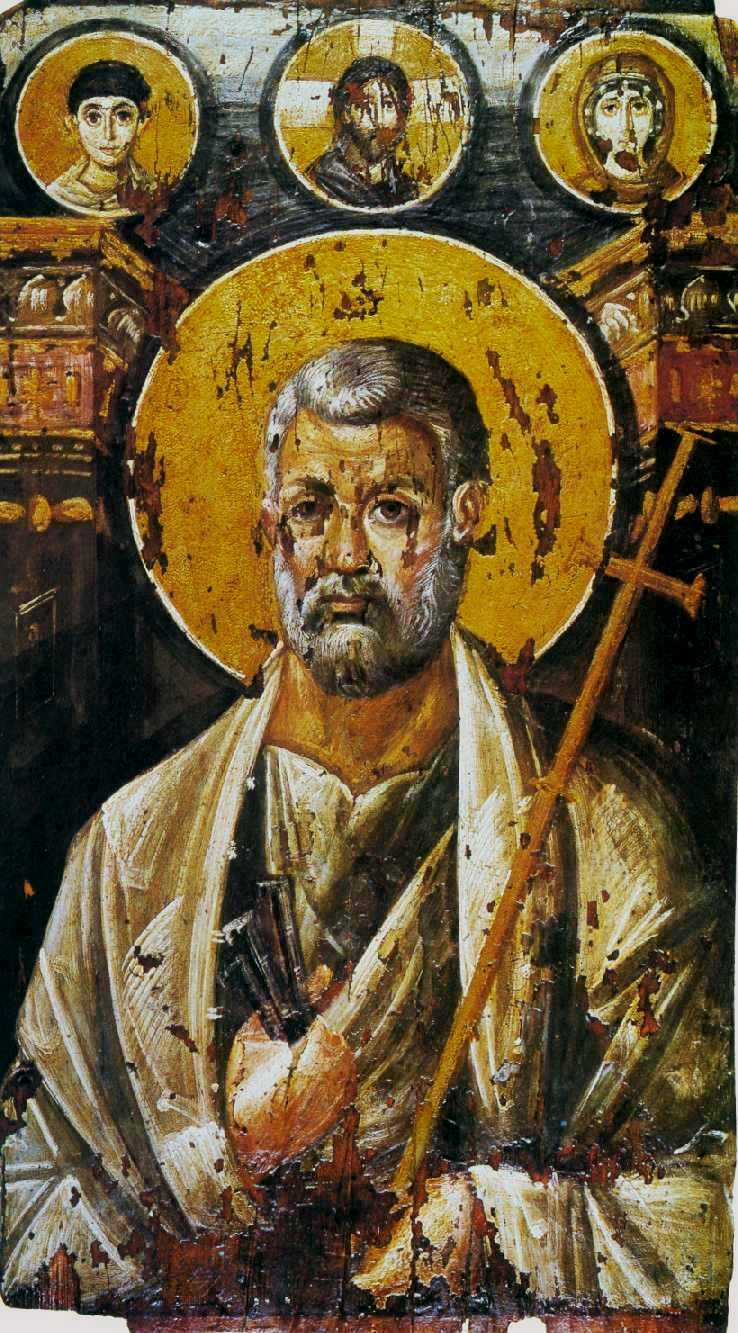
Апостол Петро. Ікона 6 століття з монастиря на горі Синай, Єгипет.

Сакра́льне мисте́цтво — мистецтво, тісно пов'язане з вірою в Бога, релігійними обрядами, релігійним життям, символізмом божественної сили.
Сакральне мистецтво в цілому є мистецтвом символічним. Головний чинник, який у ньому домінував протягом всієї історії цього мистецтва — це символічність. Вся ідеологія, культура, література, літургія християнства та інших релігій — глибоко за своєю суттю символічні, що складає винятково велику тему, якій присвячена численна наукова література. Символ відіграє лише роль стимулятора для виникнення ідеї у свідомості людини.

## Сакральні символи
Ще в III ст. Климент Олександрійський, один зі Святих Отців церкви. радив приховувати зображення під символами, такими на той час поширеними, як риба, пальма, голуб, змія, дракон, і тим самим приховану ідею уберігати від зневаги ворогами. Зображення християн в катакомбах переважно були символічно шифрованими.

## Сакральне мистецтво України
Церква впродовж багатьох віків була для українського народу тим об'єктом, в який вкладали найкращі досягнення українського
творчого генія. Це стосувалося й архітектурного образу, і внутрішнього оздоблення церковного мистецтва. Зароджене у формах стилістики візантизму, засвоївши протягом віків стильові течії європейського мистецтва, українське церковне мистецтво завжди прагнуло власної національної самоідентифікації, інтерпретуючи усталені канони, типи, сюжети через призму національного світосприйняття.
Впродовж багатьох років тоталітарного правління в Україні, ідейного поневолення «офіційного» комуністичного атеїзму переважно всі найкращі осягнення в царині релігійного мистецтва було знищено і традиція на довгі роки була перервана та забута.
На сьогоднішній день українське сакральне мистецтво перебуває у стані активного розвитку. Цим завдячуємо двом навчальним установам що готують  фахівців у цій галузі - Кафедрі Сакрального мистецтва Львівської національної академії мистецтв, заснованій у 1995 році професором Романом Василиком та Класу храмового малярства Миколи Стороженка при Національній академії образотворчого мистецтва та архітектури. Викладачами, студентами та випускниками цих шкіл оздоблено поліхромією десятки храмів в Україні та закордоном, написано сотні ікон, створено численні іконописні об'єднання, зокрема й Українську спілку іконописців, регулярно організовуються виставки та міжнародні пленери, проводиться активна наукова робота по вивченню та збереженню сакральної спадщини. 14 лютого 2010 року у Львові було відкрито Галерею сучасного сакрального мистецтва Iconart.

### Напрямки розвитку
Існує два вектори впливу на українське сакральне мистецтво — східний та західний. Східний вектор послужив як генетичний фундамент української культури, візантійське мистецтво стає одним з вирішальних та головних чинників побудови державності Київської Русі, ідеологічною та духовною зброєю в поширенні віри, закладає фундаменти національного мистецтва.
Західний вектор бурхливими хвилями омивав «візантійський» берег української культури, яка в своїй історії коливалася поміж окцидентальним припливом і відпливом. Українській християнській культурі притаманний орієнтально-окцидентальний генетичний архетип. У цьому контексті було б помилково вважати поствізантійський вектор єдино правильним шляхом розвитку нашого мистецтва.

### Малярство на полотні
Див. докладно у статті Релігійний живопис